# نسبت سطح به حجم

نمودارهای سطح (A) به حجم (V) برای جامدات افلاطونی و یک کره، که نشان می‌دهد برای شکل‌های گردتر، این نسبت کاهش می‌یابد. با افزایش حجم، نسبت سطح به حجم کاهش می‌یابد. خطوط خط‌چین نشان می‌دهد که وقتی حجم ۸ (۲^{۳}) برابر افزایش یابد، سطح ۴ (۲^{۲}) برابر افزایش می‌یابد.

نسبت مساحت سطح به حجم یا نسبت سطح به حجم که با علائم مختلفی مثل sa/vol و SA:V نشان داده می‌شود؛ عبارت است از مقدار مساحت سطح در واحد حجم یک شی یا مجموعه‌ای از اشیا. در واکنش‌های شیمیایی که یک ماده جامد درگیر باشد، نسبت سطح به حجم یک عامل مهم است که نشان می‌دهد واکنش‌های شیمیایی در حال انجام است.

## SA:V برای توپ‌های معمولی و Nبعدی

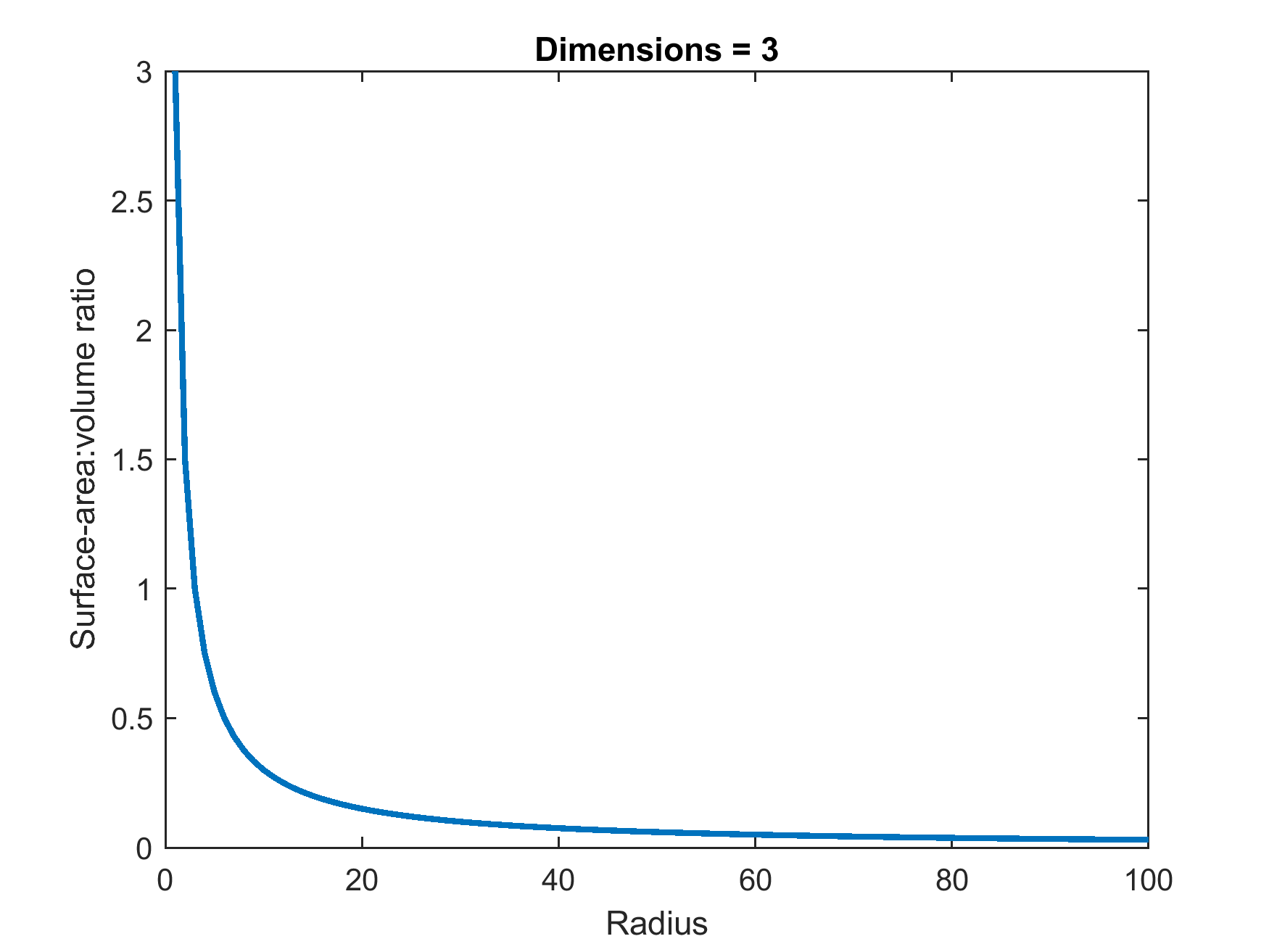
نمودار مقدار نسبت سطح به حجم (SA:V) برای یک توپ سه بعدی که نشان می‌دهد افزایش شعاع توپ با نسبت، رابطهٔ معکوس دارد.

توپ یک شیء سه بعدی به شکل کره است (دراین مبحث بیشتر ناحیه (مساحت) روی کره مورد نظر است نه حجم داخل آن). توپ‌ها در هر چند بعد که نیاز باشد می‌توانند وجود داشته باشند و در حالت کلی توپ n بعدی نامیده می‌شوند که n تعداد ابعاد توپ است. برای یک توپ معمولی سه بعدی می‌توان SA:V را با استفاده از معادله استاندارد مساحت و حجم حساب کرد؛ که در آن مساحت {\displaystyle S=4\pi r^{2}} و حجم {\displaystyle V=(4/3)\pi r^{3}} است. برای توپی به شعاع واحد (r=۱) نسبت سطح به حجم برابر با ۳ می‌شود. SA:V با شعاع رابطه عکس دارد، اگر شعاع ۲ برابر شود SA:V نصف می‌شود.
استدلال بالا را می‌توان برای توپ n بعدی تعمیم داد و روابط کلی حجم و مساحت رویه را به شکل زیر نوشت:
{\displaystyle V={\frac {r^{n}\pi ^{\frac {n}{2}}}{\Gamma (1+n/2)}}} حجم؛{\displaystyle S={\frac {nr^{n-1}\pi ^{\frac {n}{2}}}{\Gamma (1+n/2)}}} مساحت سطحی
نسبت {\displaystyle {\frac {V}{S}}} در حالت n بعدی به {\displaystyle nr^{-1}} کاهش پیدا می‌کند؛ بنابراین همان رابطهٔ خطی برای سطح و حجم در هر بعد برقرار است: دو برابر کردن شعاع همواره نسبت را نصف می‌کند.

## بُعد

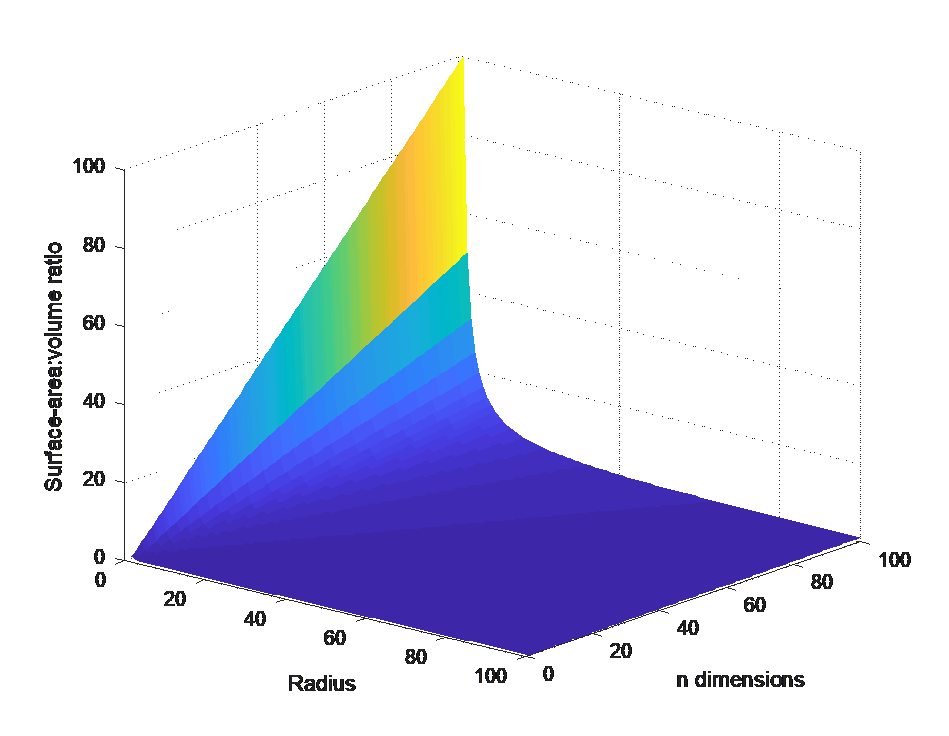
نمودار سطح به حجم (SA:V) برای n گوی، به عنوان تابعی از تعداد ابعاد و اندازهٔ شعاع رسم شده‌است. توجه کنید که این تابع رابطهٔ خطی با بعد و رابطه معکوس با شعاع دارد.

نسبت سطح به حجم دارای بُعد فیزیکی {\displaystyle L^{-1}} (طول وارون) است و بنابراین در واحد فاصلهٔ وارون بیان میشود. به عنوان مثال، مکعبی که دارای اضلاع با طول {\displaystyle 1cm} است، مساحت سطحی به اندازهٔ {\displaystyle 6cm^{2}} و حجم {\displaystyle 1cm^{3}} دارد؛ بنابراین، نسبت سطح به حجم برای این مکعب برابر است با
{\displaystyle SA:V=6cm^{2}/1cm^{3}=6cm^{-1}} (حجم:سطح)

## شیمی‌فیزیک
مواد با نسبت سطح به حجم بالا (به عنوان مثال دارای قطر بسیار کوچک، بسیار متخلخل یا غیر متراکم) با سرعت بسیار بیشتری نسبت به مواد یکپارچه واکنش نشان می‌دهند، زیرا سطح بیشتری برای واکنش در دسترس است. به‌عنوان مثال گرد آرد: اگرچه آرد به طور معمول قابل اشتعال نیست، گردِ آرد منفجرشونده است. نمک پودرشده خیلی سریع‌تر از نمک درشت حل می‌شود.
نسبت سطح به حجم بالا، یک «نیروی محرک» قوی برای سرعت بخشیدن به فرایندهای ترمودینامیکی فراهم می‌کند که انرژی آزاد را به حداقل می‌رساند.

## زیست‌شناسی

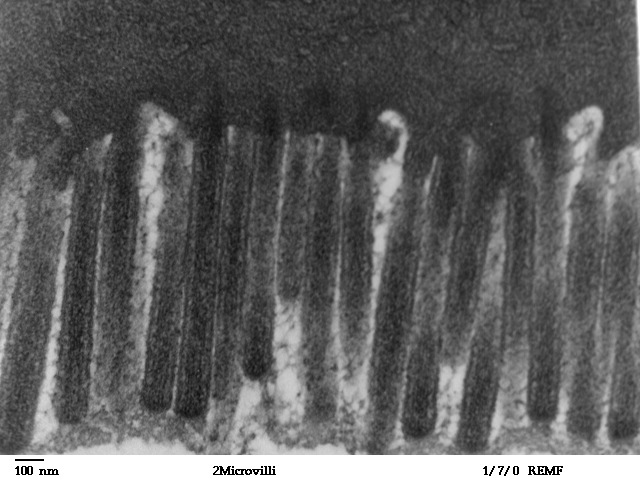
سلول‌های پوشاننده روده کوچک، سطح مورد نظر را افزایش می‌دهند و می‌توانند مواد مغذی را با یک پوششی از ریزپُرزها مانند دسته (طره) جذب کنند.

نسبت بین سطح و حجم سلول‌ها و اندامگان‌ها تأثیر زیادی بر زیست‌شناسی آن‌ها از جمله فیزیولوژی و رفتارشان دارد. به عنوان مثال بسیاری از میکروارگانیسم‌های آبزی مساحت سطح خود را برای افزایش کشش سطحی در آب افزایش می‌دهند که این مسئله غرق شدن آن‌ها را کاهش می‌دهد و به آن‌ها این فرصت را می‌دهد که با مصرف انرژی کمتر در نزدیکی سطح باقی بمانند. افزایش نسبت سطح به حجم نیز به معنای افزایش قرار گرفتن در معرض محیط است. پالیده‌خوارهایی مثل کریل با ایجاد مساحت سطحی بالا، آب را برای یافتن غذا الک می‌کنند.
اندام‌های فردی مانند ریه دارای انشعابات داخلی متعددی هستند که سطح را افزایش می‌دهند؛ در مورد ریه، سطح بزرگی از تبادل گاز پشتیبانی می‌کند، اکسیژن را به خون وارد می‌کند و دی‌اکسید کربن را از خون آزاد می‌کند. به‌طور مشابه، روده کوچک دارای یک سطح داخلی ریز چروکیده شده‌است و به بدن اجازه می‌دهد مواد مغذی را به‌طور مؤثر جذب کند. سلول‌ها می‌توانند با سطح پیچیده و دقیقی مانند پرز کوچک که روده کوچک را پوشانده‌است، نسبت سطح به حجم بالایی را بدست آورند.
افزایش مساحت سطحی می‌تواند منجر به مشکلات زیست‌شناختی شود. هرچه تماس با محیط از طریق سطح سلول یا اندام (به نسبت حجم آن) بیشتر باشد باعث می‌شود آب و مواد محلول بیشتری از دست برود. نسبت بالای مساحت سطحی به حجم در محیط‌های نامطلوب مشکلاتی در کنترل دما ایجاد می‌کند. نسبت سطح به حجم موجودات زنده با اندازه‌های مختلف، برخی قانون‌های زیستی را نتیجه می‌دهند از جمله قانون اَلن، قانون برگمان و جیگانتوتِرمی.

## گسترش آتش‌سوزی
در زمینهٔ آتش‌سوزی جنگل‌ها، نسبت سطح یک سوخت جامد به حجم آن یک اندازه‌گیری مهم است. رفتار گسترش آتش غالباً با نسبت سطح به حجم سوخت (به عنوان مثال برگ‌ها و شاخه‌ها) ارتباط دارد. هرچه مقدار آن بیشتر باشد، ذره سریع‌تر به تغییرات شرایط محیطی مانند دما یا رطوبت پاسخ می‌دهد. هرچه نسبت سطح به حجم سوخت بالاتر باشد، زمان اشتعال کمتر می‌شود، ازاین‌رو سرعت انتشار آتش سریع‌تر است.

## سردسازی سیاره‌ای
اگر بدنه‌ای از مواد یخی یا سنگی در فضا بتواند گرمای کافی را ایجاد و حفظ کند، ممکن است فضای داخلی متفاوتی ایجاد کرده و سطح آن را از طریق فعالیت‌های آتش‌فشانی یا زمین‌ساختی تغییر دهد. مدت زمانی که یک جسم سیاره‌ای می‌تواند فعالیت تغییر سطح را حفظ کند، به کیفیت نگهداری گرما در آن بستگی دارد و این امر تابع نسبت سطح به حجم آن است. برای سیارک وستا (r = ۲۶۳ کیلومتر)، این نسبت به قدری زیاد است که ستاره‌شناسان از اینکه این سیارک تمایز ایجاد کرده‌است و فعالیت آتش‌فشانی مختصری داشته، متعجب شدند. ماه، عطارد و مریخ در مقادیر کم هزاران کیلومتر شعاع دارند؛ هر سه به اندازه کافی گرما را حفظ کردند تا کاملاً از هم متمایز شوند، اگرچه بعد از حدود یک میلیارد سال آن‌قدر سرد شدند که چیزی بیش از فعالیت‌های آتش‌فشانی بسیار موضعی و نادر را نشان نمی‌دهند. با این حال، ناسا اعلام کرد که یک «زلزله» در ۶ آوریل ۲۰۱۹ توسط ناوشکن InSight ناسا اندازه‌گیری شده‌است. زهره و زمین (r> 6000 کیلومتر) نسبت سطح به حجم به اندازه کافی کم دارند (تقریباً نیمی از حجم مریخ و بسیار کمتر از حجم سایر اجسام سنگی شناخته شده) به‌طوری‌که از دست دادن گرمای آن‌ها کم است.